# インプ (競走馬)
インプ（Imp、1894年 - 1909年）は、アメリカ合衆国のサラブレッドの競走馬、繁殖牝馬。19世紀末のアメリカ競馬で171戦をこなし、1899年のアメリカ年度代表馬に選出された。1965年にアメリカ競馬殿堂入りを果たしている。
その真黒な青毛の馬体から、当時の流行歌に因んでマイ・コールブラック・レディ (My Coal Black Lady) という愛称が付けられていた。世紀の変わり目に活躍したインプは後年に「ゲイ・ナインティーズ（古き良き1890年代）の象徴」として引き合いに出されることがある。

## 経歴
- 特記がない限り、競走はすべてダートコース。また、当時はグレード制未導入。

オハイオ州チリコシー近郊の、ダニエル・R・ハーネスの持つハイバンク牧場で生産されたサラブレッドの牝馬である。その漆黒の馬体が特徴的で、『The Cincinnati Enquirer』紙のある記者はインプについて「パドックでは良く見えないが、いざ競走に出ると彼女は完璧だった」と評している。インプという名前は、子馬の時にパドックを飛び跳ねていたそのやんちゃな姿からつけられたという。
インプはチャールズ・ブロスマン調教師に預けられて競走馬となり、2歳時の1896年5月22日にオハイオ州シンシナティ近郊のオークリー競馬場でデビュー、初出走で初勝利を手にした。2歳時は地元オハイオ州とケンタッキー州で競走を行い、その年11戦3勝と、この時代としては普通の出走回数、およびそこそこの成績に留まった。
しかし翌年以降は当時としても異例なまでの出走回数をこなしていくことになる。3歳時は実に50回の出走を経験し、先行逃げ切りの競馬スタイルで勝ち星を重ね、14勝と2着10回で4,934ドルの賞金を稼いで話題となった。この頃にブロスマンはインプが今後とも成長すると信じており「彼女は並外れた食欲の持ち主で、一度の餌やりで12クォーツものエンバクを平らげてしまう。歴史上の偉大な先輩同様、食事もレースも大仕事です。彼女はほかの競走馬よりもハードなトレーニングに耐えられ、それを乗り越えて強くなっていきます。彼女は絶えず競走に出て走らなければならないけど、彼女はそれを好んでいるし、その分結果もよくなってくれる」と語っている。
1898年の4歳時には年初に4連闘をこなした後にシカゴの競馬場に送られ、そこで11戦10勝と優秀な成績を収めた。さらなる高みを期待したブロスマンはインプをニューヨーク州の競馬場に送り込み、手始めに6月13日のグレーヴセンド競馬場での800ドルの競走に出走、東海岸デビューを勝利で飾った。そして当時の大競走であったサバーバンハンデキャップにも挑戦したが、ここでは6着と敗れている。その後地元に戻ってナイター競馬で2勝を挙げ、9月に入って賞金1000ドルのモナードノックステークスでステークス競走初優勝を手にすると、さらにオースティンセーリングステークス、スピードステークス、ダッシュステークスでも勝利を挙げた。この年は出走回数こそ減ったものの21勝と勝ち数を増やし、12,340ドルの賞金を稼ぎ出した。
5歳時は東海岸の競走にも多く使われるようになり、モリスパーク競馬場でメトロポリタンハンデキャップ（4着）やトボガンハンデキャップ（8着）などでもまれながら、6月17日に再びサバーバンハンデキャップにも挑戦した。13頭立てで行われたこの競走において、唯一牝馬として出走したインプは114ポンドを積まれていた。騎手ナッシュ・ターナー鞍上のもと、インプはスタートから先頭に立つと内ラチ沿いにつけて4馬身ほどのリードを保って逃げ、一瞬バノックバーンという馬に先頭を奪われるが、『The New York Times』紙の記者曰く「まるで風の翼を受けたかのように」加速して先頭を取り返し、残り5ハロンの標識を迎えた。観客が今もに場内になだれ込みそうな喧噪のなか、インプは2着バノックバーンに2馬身差をつけて優勝、10ハロンの勝ちタイムは2分5秒80で、牝馬による同競走制覇は初の快挙であった。
その後4戦勝ち星を逃すが、7月6日のブライトンハンデキャップでは115ポンドのトップハンデを積んで出走、ローレンスリアライゼーションステークス勝ち馬のエセルバートに9ポンド差のハンデキャップを与えながらこれを破り、10ハロンの勝ちタイム2分05秒40はトラックレコードを更新するものであった。その後インプの勢いは止まらず、アイスリップカップ、オーシャンハンデキャップ、ターフハンデキャップ、スペシャルカップ（ファースト・セカンド）、オリエンタルハンデキャップと様々な競走で優勝していった。地元チリコシーにおいてはこの快挙に大いに沸き、インプが凱旋帰郷した際には特別祝日を設けるなど町を挙げて出迎え、「マイ・コールブラック・レディ」の演奏とともにパレードを行っている。
6歳時はパークウェイハンデキャップなどで優勝し、再びサバーバンハンデキャップにも挑戦しているが4着に敗れている。この年の有名な一戦にアドヴァンスステークスがあり、インプはここで後続に30馬身差をつける大圧勝劇を繰り広げ、さらに14ハロン（約2816メートル）2分59秒20のアメリカレコードを樹立している。最後のシーズンとなった1901年の7歳時に調教師がピーター・ウィマーに替わったが、それでも13戦して3勝を挙げている。
インプは7歳のシーズンを、11月7日のアケダクト競馬場での競走をもって引退した。現役中171戦をこなし、うち62戦で勝ち、2着35回、3着29回という高い複勝入着率を最後まで維持し続けた。またレコードタイムも各地で記録しており、アメリカレコードでは上述の14ハロンのほか、8.5ハロン（約1709メートル）、10ハロン（約2012メートル）、12ハロン（約2414メートル）の記録を塗り替えていた。

## 引退後
1902年にハーネスが亡くなると、インプはファシグ・ティプトンの競売にかけられ、当時の大馬主ジョン・エドワード・マッデンがこれを4100ドルで落札、マッデンのハンバーグプレイス牧場で繁殖牝馬となった。そこでインプは6頭の仔を産み、うちの1頭ファウスト（Faust 1904年生、牡馬）がステークス競走勝ちを収めている。
インプは1909年に没し、ハンバーグプレイスファームの墓地に埋葬された。墓石には「The black whirlwind（黒い旋風）」と刻まれていた。後の1996年に同牧場敷地の所有者であったパトリック・マッデン（ジョン・マッデンの曾孫にあたる）は同地を売却して商業区画に変え、2004年には競走馬らの墓地も開発の対象とされた。現在同地はウォルマートの店舗が建てられ、墓地は別所に移設されている。

## 評価

### 主な勝鞍
※当時はグレード制未導入
1896年（2歳） 11戦3勝
1897年（3歳） 50戦14勝
1898年（4歳） 35戦21勝
モナードノックステークス、オースティンセーリングステークス、スピードステークス、ダッシュステークス
1899年（5歳） 31戦13勝
サバーバンハンデキャップ、ブライトンハンデキャップ、アイスリップカップ、オーシャンハンデキャップ、ターフハンデキャップ、スペシャルカップ（2度優勝）、オリエンタルハンデキャップ
2着 - ニューローチェルハンデキャップ、コニーアイランドハンデキャップ
1900年（6歳） 31戦8勝
パークウェイハンデキャップ、アドヴァンスステークス、スペシャルカップ（2度優勝）、マホーパックハンデキャップ
2着 - ロングアイランドハンデキャップ、ブライトンカップ、ミュニシパルハンデキャップ、エンパイアシティハンデキャップ
1901年（7歳） 13戦3勝
2着 - アイドルワイルドハンデキャップ

### 年度代表馬
- 1899年 - アメリカ年度代表馬、最優秀古牝馬
- 1900年 - アメリカ最優秀古牝馬

### 表彰
- 1965年 - アメリカ競馬名誉の殿堂博物館により、殿堂馬として選定される。

## 血統表
| インプの血統                     | インプの血統                              | インプの血統                             | （血統表の出典）                         | （血統表の出典） |
| 父 Wagner 1882 鹿毛 イギリス     | 父の父Prince Charlie 1869 イギリス        | Blair Athol                              | Stockwell                                | Stockwell        |
| 父 Wagner 1882 鹿毛 イギリス     | 父の父Prince Charlie 1869 イギリス        | Blair Athol                              | Blink Bonny                              |                  |
| 父 Wagner 1882 鹿毛 イギリス     | 父の父Prince Charlie 1869 イギリス        | Eastern Princess                         | Surplice                                 | Surplice         |
| 父 Wagner 1882 鹿毛 イギリス     | 父の父Prince Charlie 1869 イギリス        | Eastern Princess                         | Tomyris                                  |                  |
| 父 Wagner 1882 鹿毛 イギリス     | 父の母Duchess of Malfi 1873 鹿毛 イギリス | Elland                                   | Rataplan                                 | Rataplan         |
| 父 Wagner 1882 鹿毛 イギリス     | 父の母Duchess of Malfi 1873 鹿毛 イギリス | Elland                                   | Ellermire                                |                  |
| 父 Wagner 1882 鹿毛 イギリス     | 父の母Duchess of Malfi 1873 鹿毛 イギリス | Duchess                                  | St. Albans                               | St. Albans       |
| 父 Wagner 1882 鹿毛 イギリス     | 父の母Duchess of Malfi 1873 鹿毛 イギリス | Duchess                                  | Bay Celia                                |                  |
| 母 Fondling 1886 青鹿毛 アメリカ | 母の父Fonso 1877 栗毛 アメリカ            | King Alfonso                             | Phaeton                                  | Phaeton          |
| 母 Fondling 1886 青鹿毛 アメリカ | 母の父Fonso 1877 栗毛 アメリカ            | King Alfonso                             | Capitola                                 |                  |
| 母 Fondling 1886 青鹿毛 アメリカ | 母の父Fonso 1877 栗毛 アメリカ            | Weatherwitch                             | Weatherbit                               | Weatherbit       |
| 母 Fondling 1886 青鹿毛 アメリカ | 母の父Fonso 1877 栗毛 アメリカ            | Weatherwitch                             | Birdcatcher Mare                         |                  |
| 母 Fondling 1886 青鹿毛 アメリカ | 母の母Kitty Herron 1875 鹿毛 アメリカ     | Chillicothe                              | Lexington                                | Lexington        |
| 母 Fondling 1886 青鹿毛 アメリカ | 母の母Kitty Herron 1875 鹿毛 アメリカ     | Chillicothe                              | Lilla                                    |                  |
| 母 Fondling 1886 青鹿毛 アメリカ | 母の母Kitty Herron 1875 鹿毛 アメリカ     | Mollie Foster                            | Asteroid                                 | Asteroid         |
| 母 Fondling 1886 青鹿毛 アメリカ | 母の母Kitty Herron 1875 鹿毛 アメリカ     | Mollie Foster                            | Little Miss                              |                  |
| 5代内の近親交配                  | Stockwell・Rataplan 4x4x5, Lexington 4x5  | Stockwell・Rataplan 4x4x5, Lexington 4x5 | Stockwell・Rataplan 4x4x5, Lexington 4x5 | [ § 2 ]          |
| 出典                             | 1. 2.                                     | 1. 2.                                    | 1. 2.                                    | 1. 2.            |

父ワグナーはイギリスで競走生活を送った馬で、デビュー戦のウィルトンパークステークスで勝利を挙げたのちに引退した、1戦1勝の戦績の馬であった。母フォンドリングも1戦のみで引退した馬で、こちらはデビュー戦で故障したため未勝利のままで引退した馬であった。